# Йохан Карл (Золмс-Барут)
Йохан Карл фон Золмс-Барут (на немски: Johann Karl (Carl) zu Solms-Baruth; * 19 януари 1702 в Барут, Бранденбург; † 3 август 1735 в Барут) е граф на Золмс-Барут.
Той е най-възрастният син на граф Йохан Кристиан I фон Золмс-Барут (1670 – 1726) и съпругата му Хелена Констанция, графиня Хенкел фон Донерсмарк (1677 – 1753). Брат е на Кристиан Ернст (1706 – 1748), граф на Золмс-Барут. Сестра му Хелена Емилия (1700 – 1750) се омъжва на 17 март 1722 г. за граф Лудвиг Франц фон Сайн-Витгенщайн-Берлебург-Лудвигсбург (1694 – 1750).
Йохан Карл фон Золмс-Барут се жени на 11 януари 1729 г. в Бистерфелд (днес част от Люгде) за графиня Хенриета Луиза фон Липе-Вайсенфелд (* 26 юни 1711 в Бистерфелд; † 29 септември 1752 в Барут), внучка на Фридрих Зигизмунд I фон Золмс-Барут, дъщеря на граф Рудолф Фердинанд фон Липе-Вайсенфелд (1671 – 1736) и съпругата му графиня Юлиана Луиза фон Куновиц (1671 – 1741).
Сестра му Барбара Елеонора (1707 – 1744) се омъжва на 7 май 1732 г. в Барут за брата на съпругата му Хенриета Луиза граф Фридрих Карл Август фон Липе-Бистерфелд (1706 – 1781). Сестра му Ернестина Хенриета (1712 – 1769) се омъжва 1736 г. за Фердинанд Лудвиг фон Липе-Вайсенфелд (1709 – 1791), брат на съпругата му Хенриета Луиза.
Йохан Карл умира на 3 август 1735 г. в Барут, Бранденбург, на 33 години и е погребан в тамошната църква.

## Деца
Йохан Карл фон Золмс-Барут и Хенриета Луиза фон Липе-Вайсенфелд имат децата:
- Йохана Констанция Луиза (* 1731; † 8 ноември 1735, Барут)
- Карл Рудолф Хайнрих (* 29 май 1732, Барут; † 6 февруари 1733, Барут)
- Йохан Кристиан II (* 29 юни 1733, Барут; † 7 октомври 1800, Кличдорф), граф на Золмс-Барут в Кличдорф, женен I. на 30 януари 1764 г. във Верау за графиня Вилхелмина Луиза фон Липе-Бистерфелд, наследничка на Верау и Кличдорф (1733 – 1766), II. на 10 март 1767 г. в Берлин за графиня Фридерика Ройс-Кьостриц (1748 – 1798)
- Йохана Констанция Луиза (* 29 август 1734, Барут; † 7 октомври 1800)
- Шарлота Хелена (* 20 септември 1735, Барут; † 5 май 1809)